# Fondation ENAC

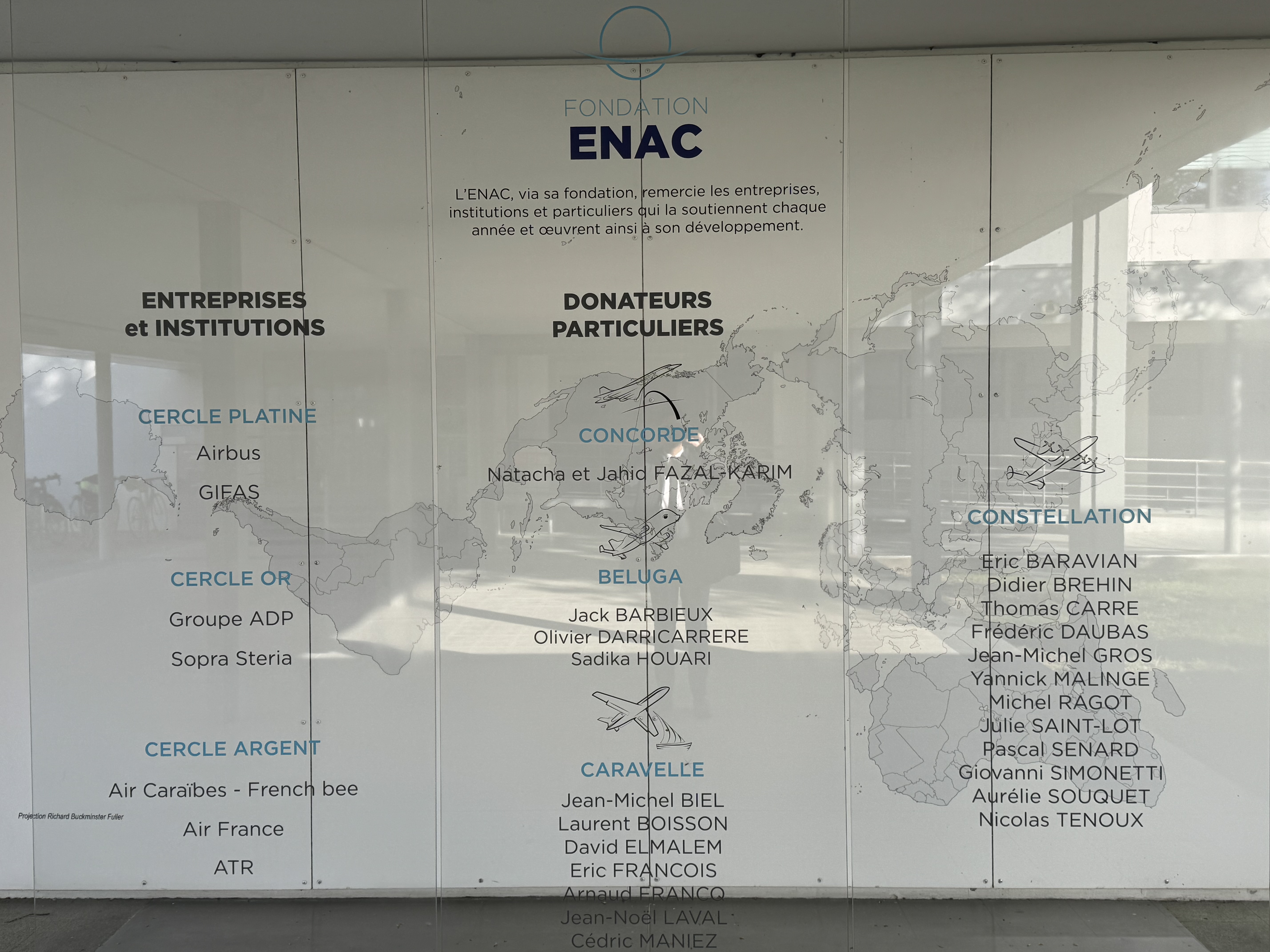
ENAC Stiftelser Donatorvägg

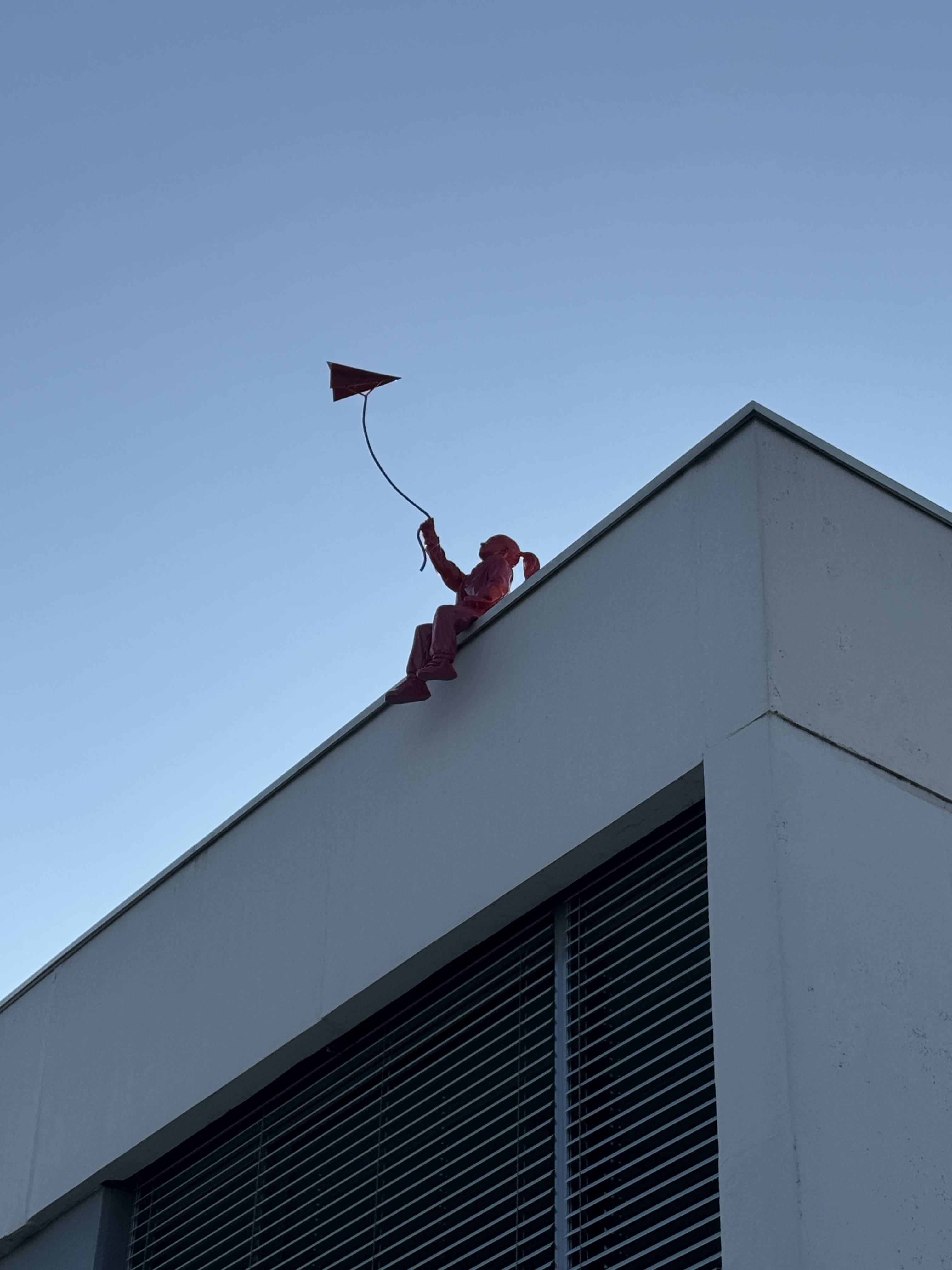
Skulptur "barnbarnet med draken" av James Colomina synlig på campus i Toulouse och finansierad av ENAC Stiftelser

ENAC Stiftelser (franska: Fondation de l'Ecole Nationale de l'aviation civile)  är en fransk stiftelse, bildad 2012, med syfte, enligt definitionen i École nationale de l'aviation civile, att främja vetenskaplig verksamhet inom luftfarten , flyg och rymd.

## Mål
Ämnena innefattar bland annat internationell utveckling, forskning, ekonomiskt stöd och innovation.

## Rekord
Efter bildandet av stiftelsen under 2012, var de tilldelades de första bidragen under 2014, i syfte att främja internationell rörlighet. I 2015 den första forsknings stolen är konstruerad i drönare (UAV), i association med Ineo, Cofely och Sagem.